# Чулович, Виктор Николаевич
Чулович Виктор Николаевич (5 июля 1922, посёлок Черкизово, Пушкинский район, Московская область - 1994, там же) - Заслуженный художник РСФСР.

## Биография
Родился в 1922 году в Черкизово. Окончил 8 классов черкизовской средней школы. В 1939 году поступил на 2-й курс Московского областного художественного училища имени 1905 года. В августе 1942 призван в ряды Красной Армии. Участвовал в боях на Калининском фронте пулемётчиком. В августе 1942 в составе своей дивизии был переброшен на защиту Сталинграда. 28 августа 1942 года был тяжело ранен в бою за станицу Котлубань. В 1943 году поступает учиться на художественный факультет Всесоюзного Государственного института кинематографии. После его окончания в 1959 году работал на "Мосфильме". В 1950 году был принят в члены Союза художников СССР. В 1979 году ему присвоено звание Заслуженного художника РСФСР. В 1987 году был удостоен диплома Академии художеств СССР. Его работы были посвящены родному Черкизову. Умер Виктор Чулович в 1994 году.

## Работы художника
- "Старая веранда. Черкизово" (1954)
- "Черкизово. Март" (1956)
- "Черкизово. Конец марта" (1968)
- "Тарасовка"
- "Тарасовка. Переезд" (1969)
- "Осень в Тарасовке" (1970)
- "Весна в Тарасовке" (1972)
- "Мытищи. Зимний полдень" (1980)